# Steve Ogrizovic
Steven „Steve“ Ogrizovic (* 12. September 1957 in Mansfield) ist ein ehemaliger englischer Fußballtorhüter. Er kam zunächst beim FC Liverpool über die Rolle des Ersatzmanns nicht hinaus, entwickelte sich dann aber nach zwei Jahren in Shrewsbury zum Rekordspieler bei Coventry City. In insgesamt 16 Jahren absolvierte er für Coventry 601 Pflichtspiele. Dabei war 1987 der Gewinn des FA Cups sein größter Erfolg.

## Sportlicher Werdegang

### Über Chesterfield und Liverpool nach Shrewsbury (1977–1984)
Der Sohn eines jugoslawischen Einwanderers war zunächst nur im regionalen Fußball in Mansfield tätig. Vielmehr strebte er als Kadett eine Karriere als Polizist an, bevor er Ende Juli 1977 beim Drittligisten FC Chesterfield – weniger als 20 Kilometer von Mansfield entfernt – seinen ersten Vertrag als Profifußballer unterzeichnete. Ogrizovic gab dort am 20. August 1977 beim 3:1-Sieg gegen Port Vale seinen Ligaeinstand und in den ersten 16 Partien blieb er gleich sechs Mal ohne Gegentreffer. Damit galt er rasch als ein Torhüter mit großem Potential und bereits im November 1977 verpflichtete ihn der damals amtierende englische Meister FC Liverpool. Die „Reds“ zahlten für den Transfer eine Ablösesumme von 70.000 Pfund und „Oggy“, wie er von Mannschaftskameraden häufig genannt wurde, sollte in erster Linie als Absicherung und „Nummer 2“ hinter Stammtorhüter Ray Clemence fungieren.
So stand Ogrizovic in den folgenden gut viereinhalb Jahren aber auch zumeist in Clemences Schatten. Erschwerend kam hinzu, dass seine erste Bewährungsprobe am 8. März 1978 gegen Derby County mit 2:4 etwas danebenging und er fortan wenig Gelegenheit bekam, sich zu empfehlen. Bis zum Sommer 1982 bestritt er gerade einmal vier Meisterschaftsspiele, dazu im Dezember 1978 gegen den RSC Anderlecht (2:1) ein Spiel im Europapokal der Landesmeister. Schließlich einigten sich die Vereinsführungen des FC Liverpool und von Shrewsbury Town auf ein Tauschgeschäft mit Bob Wardle und so heuerte Ogrizovic im August 1982 beim Zweitligisten an.
Auf Anhieb war Ogrizovic bei seinem neuen Verein als Stammtorhüter „gesetzt“. Als Stärke stellte sich seine hohe physische Präsenz im Torwartspiel heraus. Groß gewachsen und mit einem guten Positionsverständnis ausgestattet, zeigte er sich sicher bei gegnerischen Flanken und dazu war er in der Lage, das Spiel mit kraftvollen Abschlägen bis weit in die gegnerische Hälfte zu verlagern. Mit 84 Ligaspielen in zwei Jahren war er auf Anhieb „dauerpräsent“ in Shrewsbury und auch dank seiner Hilfe etablierte sich der Klub, der zuvor den Klassenerhalt nur mühevoll bewerkstelligt hatte, auf einem einstelligen Tabellenplatz. Ziel blieb für ihn jedoch der Erstligafußball und für die vergleichsweise geringe Ablösesumme von 72.000 Pfund wechselte er Ende Juni 1984 zu Coventry City. Dabei hatte er sogar noch Zeit gefunden, sich dem Cricketsport – seiner zweiten Leidenschaft neben dem Fußball – aktiv zu widmen.

### Rekordtorhüter in Coventry (1984–2000)
Die „Himmelblauen“ aus Coventry waren ebenso wie zwei Jahre zu Shrewsbury Town in erster Linie ein Team, das gegen den Abstieg spielte, und in den ersten beiden Jahren bis Sommer 1986 erreichte der Klub das Klassenerhaltsziel mit dem neuen Torhüter Ogrizovic nur äußerst knapp. Sehr positiv entwickelte sich die sportliche Situation dann in der Saison 1986/87, als Ogrizovic die Mannschaft nicht nur zu einem komfortablen Mittelfeldplatz führte, sondern dazu überraschend den FA Cup gewann. Dabei hatte er auch im Finale gegen Tottenham Hotspur (3:2) zwischen den Pfosten gestanden. Ein weiteres persönliches „Highlight“ war für ihn zuvor sein Tor am 25. Oktober 1986 gegen Sheffield Wednesday (2:2) gewesen, als er mit einem Abschlag den gegnerischen Torhüter Martin Hodge bezwungen hatte.
Nach insgesamt 209 Ligaspielen ohne Unterbrechung sorgte im September 1989 eine Verletzung aus der Partie gegen den FC Millwall für das Ende einer Serie, die davor noch keinem Coventry-Spieler gelungen war. Wenngleich die Erfolge nach dem Pokalsieg 1987 ausblieben und Coventry City nach dem Jahrzehntenwechsel wieder zumeist zu den Abstiegskandidaten zählte, blieb Ogrizovic lange Zeit eine Konstante in der Mannschaft. Daran änderte sich zunächst wenig, als die Premier League in der Saison 1992/93 in ihr erstes Jahr ging. Eine erste längere Zwangspause musste er 1995 einlegen. Dabei hatte er bereits die Marke von 400 Ligaspielen für Coventry übertroffen und nur im März 1995 für fünf Spiele aufgrund einer Fußinfektion aussetzten müssen. In einem Freundschaftsspiel gegen Northampton Town brach er sich dann ein Bein, wodurch er nicht nur für die letzten vier Spiele der Saison 1994/95 sondern auch für einen Großteil der Hinrunde der anschließenden Spielzeit 1995/96 bis November 1995 ausfiel. Obwohl sein „Comeback“ mit zwölf Gegentoren in den ersten vier Spielen einen holprigen Beginn hatte, sorgte er mit guten Leistungen zwischen Dezember 1995 und Januar 1996 sowie vier Partien in Serie ohne Gegentor zum Ende der Saison für entscheidende Vorteile für den erneut knappen (und nur durch ein besseres Torverhältnis begünstigten) Klassenverbleib. In der folgenden Saison 1996/97 löste Ogrizovic George Curtis als Coventry-Torhüter mit den meisten Einsätzen ab und obwohl mittlerweile in seinem 40. Lebensjahr angekommen, verblüffte er weiter mit guten Leistungen. Besondere Aufmerksamkeit erregten seine Darbietungen in Blackburn, als er gegen die Rovers im FA Cup einen Elfmeter hielt, und in Liverpool, die den Grundstein für einen Auswärtssieg in Anfield legten. Dem gegenüber stand jedoch auch ein spektakulären Fehler gegen den FC Arsenal, als er einen harmlosen Ball nicht festhielt und anschließend Ian Wright auf Kosten eines Elfmeters foulte.
Mit der Verpflichtung des schwedischen Nationaltorhüters Magnus Hedman in der Spielzeit 1997/98 erhielt Ogrizovic zusätzliche Konkurrenz auf der Torhüterposition. Bis zu einer 0:3-Niederlage gegen Aston Villa im Dezember 1997 behielt er dann noch seinen Stammplatz, bevor ihn Hedman mit Ausnahme einiger verletzungsbedingten Pausen verdrängte. In seinen beiden letzten beiden Profijahren bis Mai 2000 kam er dann nur noch sporadisch zum Zug; stattdessen bestritt er in erster Linie Partien in der Reservemannschaft. Aufgrund anhaltender Nackenprobleme musste er sich im März 1999 einer Operation unterziehen und als diese zur Zufriedenheit verlief, kehrte er im Oktober 1999 in den Spielbetrieb zurück. Sein 600. Pflichtspiel für Coventry absolvierte er gegen seinen Ex-Klub aus Liverpool und nach einem letzten Auftritt am vorletzten Spieltag gegen Sheffield Wednesday (4:1) beendete Ogrizovic seine aktive Laufbahn. Mit 601 Partien für Coventry City war er zum Rekordspieler des Vereins geworden.
Nach seiner aktiven Karriere blieb er Coventry City treu. Er schloss sich dem dortigen Trainerstab an und begann primär als Torwarttrainer zu arbeiten. Neben weiteren Aufgaben in Bezug auf das Reserveteam half er bei zwei Gelegenheiten auch kurzzeitig in der ersten Mannschaft aus. Dabei übernahm er im Jahr 2002 gemeinsam mit Trevor Peake interimistisch die Cheftrainerfunktion, bevor Gary McAllister die Nachfolge von Roland Nilsson antrat. Zwei Jahre später oblag ihm ein zweites Mal die Rolle der „Zwischenlösung“, bis schließlich Peter Reid verpflichtet werden konnte.

## Titel/Auszeichnungen
- Englischer Pokal (1): 1987